# Trưng cầu dân ý Okinawa 1996
Một cuộc trưng cầu dân ý đã được tổ chức tại tỉnh Okinawa vào ngày 8 tháng 9 năm 1996 về sự hiện diện của Quân đội Hoa Kỳ tại Nhật Bản tại tỉnh này. Cuộc bỏ phiếu kết thúc với kết quả tán thành cắt giảm tình trạng hiện diện quân sự của Hoa Kỳ. Tuy vậy, kết quả không có ảnh hưởng đối với chính quyền trung ương và tình trạng quân sự vẫn được duy trì.

## Bối cảnh và kết quả trưng cầu dân ý
Cuộc trưng cầu dân ý đặt ra câu hỏi: "日米地位協定の見直し及び基地の整理縮小に関する県民投票条例（基地対策室）" (tạm dịch: "Rà soát Thỏa thuận Tình trạng lực lượng Hoa Kỳ-Nhật Bản và Sắc lệnh trưng cầu dân ý cấp tỉnh về hợp nhất và thu hẹp căn cứ (Văn phòng biện pháp đối phó căn cứ)"), cùng với hai lựa chọn: "賛成" (sansei, "tán thành") và 反対 (hantai, "phản đối").
Cuộc trưng cầu dân ý diễn ra khi thỏa thuận đóng quân đã hết hạn nhưng quân đội Hoa Kỳ vẫn tiếp tục đóng quân trong tỉnh. Tội ác của Quân đội Hoa Kỳ trong thời gian chiếm đóng trên đảo, bao gồm cả vụ hãm hiếp và đánh đập một bé gái 12 tuổi bởi ba binh sĩ vào năm trước, được coi là góp phần vào sự phản đối mạnh mẽ đối với việc hiện diện quân sự.
Tỷ lệ cử tri đi bỏ phiếu là 59,52%, với 89% cử tri trong số đấy (đại diện cho 53% cử tri đi bỏ phiếu) đồng ý với việc xem xét Thỏa thuận Tình trạng lực lượng giữa Nhật Bản-Hoa Kỳ và giảm các căn cứ của Mỹ trong tỉnh.
Tuy vậy, nhiều người không đi bỏ phiếu. Họ cho rằng việc cắt giảm quân sự sẽ ảnh hưởng đến tình hình kinh tế, bởi dù các thành phố phải chịu tiếng ồn và nguy hiểm từ chúng nhiều nhất, nhưng cũng phụ thuộc kinh tế nhiều nhất vào chúng. Một số người khác thì cho biết họ không bỏ phiếu vì câu hỏi trên lá phiếu mơ hồ và diễn đạt kém.

## Hậu cảnh
Sau cuộc trưng cầu dân ý, Thống đốc Okinawa Ota Masahide nói rằng kết quả của cuộc trưng cầu dân ý nên được thể hiện rõ ràng đối với "những người trong Quốc hội Hoa Kỳ, những người vẫn đang cảm thấy như họ sở hữu Okinawa". Tuy nhiên, kết quả của cuộc bỏ phiếu khó ảnh hưởng đến tình hình hiện tại, bởi việc hiện diện là do chính phủ Hoa Kỳ và Nhật Bản quyết định, không phải do chính quyền địa phương. Vì vậy, bất chấp chiến thắng của các cử tri phản đối chiếm đóng quân sự trong cuộc trưng cầu dân ý, Thống đốc Ota vẫn cho phép tiếp tục mở rộng căn cứ do áp lực từ chính quyền trung ương Nhật Bản.
Dù không thành công, cuộc trưng cầu dân ý đã nâng cao nhận thức cả trong nước và quốc tế về thực trạng vấn đề hiện diện quân sự ở Okinawa, nơi tập trung 75% căn cứ quân sự của Mỹ ở Nhật Bản vào thời điểm đó. Đây cũng là cuộc trưng cầu dân ý cấp tỉnh đầu tiên tại Nhật Bản.